# Frederick Spiller
Frederick "Fred" Spiller (Westminster, Londres, 22 de novembre de 1884 – Londres, 15 de setembre de 1953) va ser un boxejador anglès que va competir a primers del segle xx.
El 1908 va prendre part en els Jocs Olímpics de Londres, on guanyà la medalla de plata de la categoria del pes lleuger del programa de boxa, en perdre la final contra Frederick Grace.